# Pays d'Aix Venelles Volley-Ball
Il Pays d'Aix Venelles Volley-Ball è una società pallavolistica femminile francese con sede a Venelles: milita nel campionato di Ligue A.

## Storia
Il club del Pays d'Aix Venelles Volley-Ball fu fondato nel 1990; nel 2004 vince il campionato di Nationale 2, accedendo alla serie cadetta. Nel 2006 conquista il secondo posto in campionato e viene promosso per la prima volta alla massima serie del campionato francese.
Nella stagione 2007-08, complice il penultimo posto in classifica, retrocede in Nationale 1, per poi essere ripromossa grazie alla vittoria del campionato cadetto nel 2009.
Nella stagione 2016-17 si aggiudica il primo trofeo, ossia la Coppa di Francia, battendo in finale il Béziers Volley. Ottiene nuovamente la vittoria della coppa nazionale nell'edizione edizione 2019-20, giocata all'inizio della stagione 2020-21, originariamente sospesa a causa della diffusione in Francia della pandemia di Covid-19.

## Rosa 2019-2020
| N° | Nome                     | Ruolo | Data di nascita  | Nazionalità sportiva |
| -- | ------------------------ | ----- | ---------------- | -------------------- |
| 1  | Cassiopée Besnehard      | S/L   | 13 giugno 1999   | Francia              |
| 2  | Tamara Matos             | C     | 19 luglio 1985   | Brasile              |
| 3  | Kim Nowak                | S     | 15 giugno 1995   | Francia              |
| 4  | Lindsay Dowd             | P     | 14 maggio 1991   | Stati Uniti          |
| 5  | Marielle Bousquet-Rollet | L     | 5 aprile 1985    | Francia              |
| 6  | Monika Šalkuté           | O     | 5 settembre 1993 | Lituania             |
| 10 | Eli Uattara              | S     | 21 agosto 1994   | Russia               |
| 11 | Sara Sakradžija          | S     | 25 marzo 1994    | Serbia               |
| 12 | Marie-France Garreau Dje | C     | 10 aprile 1992   | Francia              |
| 13 | Raymariely Santos        | P     | 13 aprile 1992   | Porto Rico           |
| 15 | Ciara Michel             | C     | 2 luglio 1985    | Regno Unito          |

## Palmarès
- Coppa di Francia: 2

2016-17, 2019-20